# Leva paraindica
Leva paraindica är en insektsart som beskrevs av Nicholas David Jago 1996. Leva paraindica ingår i släktet Leva och familjen gräshoppor. Inga underarter finns listade i Catalogue of Life.